# جيم ليفيت
جيم ليفيت (بالإنجليزية: Jim Leavitt)‏ هو لاعب كرة قدم أمريكية أمريكي، ولد في 5 ديسمبر 1956 في هارلينغن في الولايات المتحدة.

## وصلات خارجية
- جيم ليفيت على موقع إن إن دي بي (الإنجليزية)